# Земля в полоні (фільм)
«Земля в полоні» (рос. «Земля в плену») — радянський німий художній фільм 1927 року, соціальна драма в семи новелах режисера Федора Оцепа за участю української актриси німого кіно Анни Стен.

## Сюжет

Анна Стен та Коваль-Самборський в фільмі Земля в полоні (1927)

Солдат Яків Коваль (Коваль-Самборський) вертається з армії в рідне село й бере шлюб з дівчиною Марією (Анна Стен). Випрохавши в поміщика Бєльського шматок неродючої землі, подружжя починає господарювати. Кілька років господарювання на безплідному наділі загоняють родину в борги. Аби спасти заставлене майно від розпродажу, Марія влаштовується годувальницею в маєток пана Бєльського, лишаючи на Якова двох малих дітей.
Не в змозі прогодувати немовлят, Яків пише листи Марії з проханням прислати гроші на викуп майна, або повернутись додому. Неписьменна дівчина просить читати їх пані Бєльську, яка, дбаючи про спокій своєї власної дитини, приховує від Марії реальний стан речей вдома. Тим часом Марія стає жертвою наруги пана.
Яків, так і не дочекавшись повернення дружини, втрачає землю й будинок і вирушає з дітьми до панського маєтку. В дорозі маленький син подружжя помирає. Невдовзі звільнена з маєтку, Марія потрапляє в місто, де стає повією. Яків влаштовується працювати на завод, але отримує серйозну травму.
Докори сумління примушують Марію розшукати чоловіка. Яків одужує і сім'я нарешті возз'єднується.

## Особливості фільму
Фільм складається з семи тематично самостійних новел. Мистецьку цінність стрічки визначає вишукана операторська робота.

## У ролях
- Анна Стен — Марія
- Іван Коваль-Самборський — Яків
- Микола Баталов — земляк Марії
- Костянтин Градополов
- Софья Левитина
- Віра Марецька — повія
- Михайло Нароков — Бєльський, поміщик
- Порфірій Подобед
- Петро Бакшеєв — швейцар
- Анель Судакевич — Аня, дочка поміщика
- Володимир Фогель — зять поміщика
- Софія Яковлева — Катеринка
- Іван Чувельов

## Знімальна група
- Автор сценарію: Федір Оцеп
- Режисер: Федір Оцеп
- Оператор: Луї Форестьє
- Художник: Сергій Козловський

## Технічні дані
- Чорно-білий, німий
- 7 частин, 2075 м
- Фільм перемонтовано 1933 року.

## Цікаві факти
Фільм був показаний на фестивалі німого кіно та сучасної музики «Німі ночі 2010» в рамках сету-присвяти Анні Стен.